# 莱斯瓦利斯德瓦利拉
莱斯瓦利斯德瓦利拉，是西班牙加泰罗尼亚莱里达省的一个市镇。 总面积169平方公里，总人口739人（2001年），人口密度4人/平方公里。